# Boxe aux Jeux olympiques d'été de 2012 - Poids mouches femmes
Navigation
Rio de Janeiro 2016
L'épreuve féminine de boxe des poids mouches (-51 kg) des Jeux olympiques d'été 2012 de Londres s'est déroulée au centre ExCeL du 5 au 9 août 2012.

## Format de la compétition
Comme tous les événements de boxe olympique, la compétition consiste en un tournoi à élimination directe. Cet évènement regroupe 12 boxeuses qui se sont qualifiées pour la compétition par le biais des divers tournois de qualification organisés en 2011 et 2012. La compétition débute par les huitièmes de finale le 5 août et se conclut par une finale le 9 août. Les deux perdantes des demi-finales obtiennent chacune une médaille de bronze, sans disputer de match pour la troisième place.
Tous les combats se composent de quatre périodes de deux minutes où les boxeuses obtiennent des points pour chaque coup de poing porté à la tête ou sur le haut du corps de leur adversaire. La boxeuse ayant le plus de points comptabilisés à la fin des périodes se qualifie. Si une boxeuse se retrouve au sol et ne peut pas se lever avant que l'arbitre ne compte jusqu'à 10, le combat est terminé et l'adversaire est déclaré gagnante.

## Horaires
Les temps sont donnés selon l'heure locale au Royaume-Uni (UTC)
| Date                 | Temps | Série               |
| -------------------- | ----- | ------------------- |
| Dimanche 5 août 2012 | 13:30 | Huitièmes de finale |
| Lundi 6 août 2012    | 13:30 | Quarts de finale    |
| Mercredi 8 août 2012 | 13:30 | Demi-finales        |
| Jeudi 9 août 2012    | 16:30 | Finale              |

## Médaillées
| Or                 | Argent           | Bronze                              |
| Nicola Adams (GBR) | Ren Cancan (CHN) | Marlen Esparza (USA) Mary Kom (IND) |

## Résultats

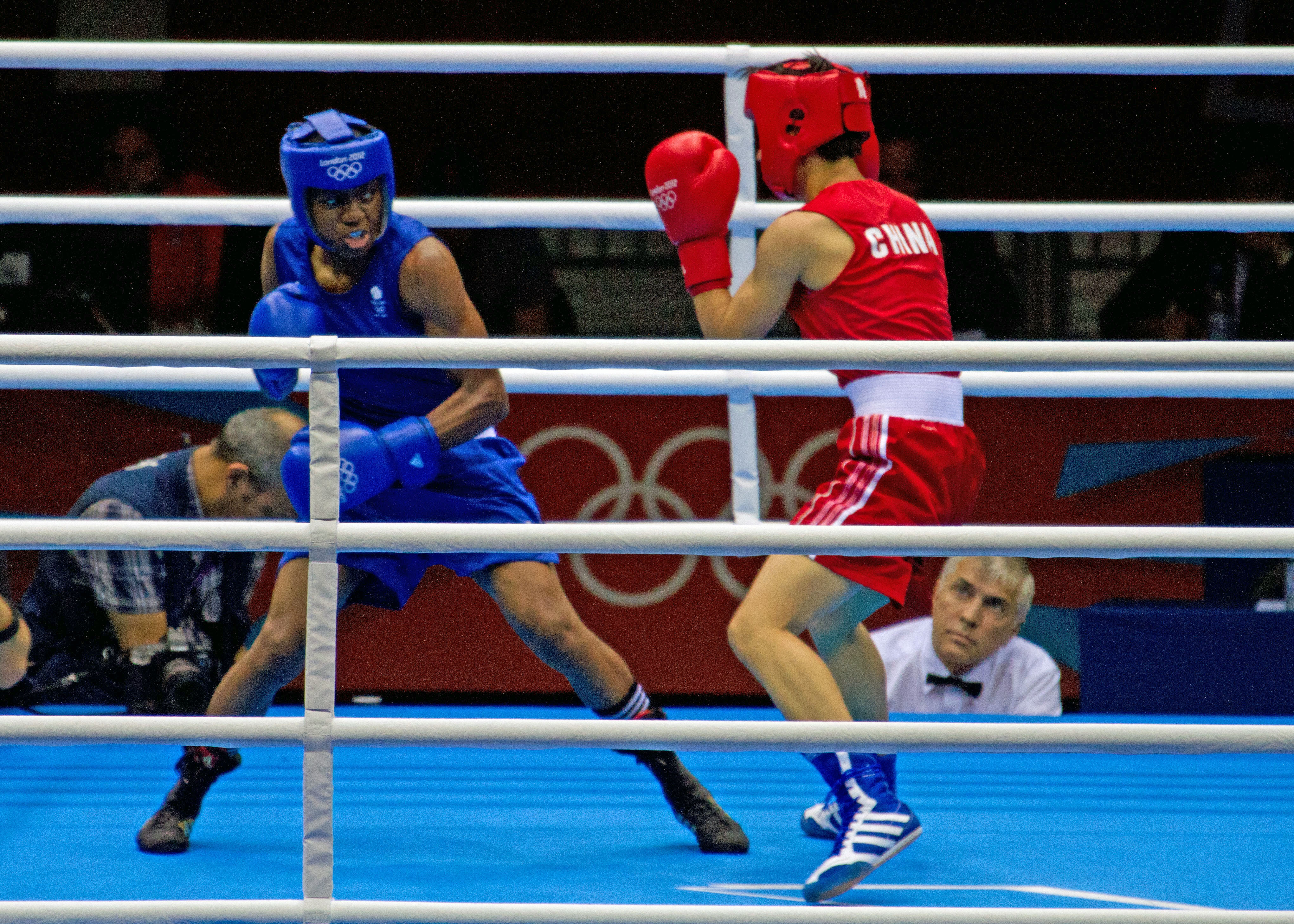
Photo du combat entre Nicola Adams et Ren Cancan lors de la finale des Jeux Olympiques de Londres en 2012

|  | Huitièmes de finale       | Huitièmes de finale       | Huitièmes de finale |  |  | Quarts de finale       | Quarts de finale       | Quarts de finale     |    |                  | Demi-finales     | Demi-finales     | Demi-finales |  |  | Finale | Finale | Finale |
|  |                           |                           |                     |  |  |                        |                        |                      |    |                  |                  |                  |              |  |  |        |        |        |
|  |                           |                           |                     |  |  |                        |                        |                      |    |                  |                  |                  |              |  |  |        |        |        |
|  |                           |                           |                     |  |  | Ren Cancan (CHN)       | Ren Cancan (CHN)       | 12                   |    |                  |                  |                  |              |  |  |        |        |        |
|  | Elena Savelyeva (RUS)     | Elena Savelyeva (RUS)     | 12                  |  |  | Elena Savelyeva (RUS)  | Elena Savelyeva (RUS)  | 7                    |    |                  |                  |                  |              |  |  |        |        |        |
|  | Song Kim-hye (PRK)        | Song Kim-hye (PRK)        | 9                   |  |  |                        |                        |                      |    | Ren Cancan (CHN) | Ren Cancan (CHN) | 10               |              |  |  |        |        |        |
|  | Erica Matos (BRA)         | Erica Matos (BRA)         | 14                  |  |  |                        | Marlen Esparza (USA)   | Marlen Esparza (USA) | 8  |                  |                  |                  |              |  |  |        |        |        |
|  | Karlha Magliocco (VEN)    | Karlha Magliocco (VEN)    | 15                  |  |  | Karlha Magliocco (VEN) | Karlha Magliocco (VEN) | 16                   |    |                  |                  |                  |              |  |  |        |        |        |
|  |                           |                           |                     |  |  | Marlen Esparza (USA)   | Marlen Esparza (USA)   | 24                   |    |                  |                  |                  |              |  |  |        |        |        |
|  |                           |                           |                     |  |  |                        |                        |                      |    |                  | Ren Cancan (CHN) | Ren Cancan (CHN) | 7            |  |  |        |        |        |
|  |                           |                           |                     |  |  |                        | Nicola Adams (GBR)     | Nicola Adams (GBR)   | 16 |                  |                  |                  |              |  |  |        |        |        |
|  |                           |                           |                     |  |  | Maroua Rahali (TUN)    | Maroua Rahali (TUN)    | 6                    |    |                  |                  |                  |              |  |  |        |        |        |
|  | Karolina Michalczuk (POL) | Karolina Michalczuk (POL) | 14                  |  |  | Mary Kom (IND)         | Mary Kom (IND)         | 15                   |    |                  |                  |                  |              |  |  |        |        |        |
|  | Mary Kom (IND)            | Mary Kom (IND)            | 19                  |  |  |                        |                        |                      |    | Mary Kom (IND)   | Mary Kom (IND)   | 6                |              |  |  |        |        |        |
|  | Stoyka Petrova (BUL)      | Stoyka Petrova (BUL)      | 23                  |  |  |                        | Nicola Adams (GBR)     | Nicola Adams (GBR)   | 11 |                  |                  |                  |              |  |  |        |        |        |
|  | Siona Fernandes (NZL)     | Siona Fernandes (NZL)     | 11                  |  |  | Stoyka Petrova (BUL)   | Stoyka Petrova (BUL)   | 7                    |    |                  |                  |                  |              |  |  |        |        |        |
|  |                           |                           |                     |  |  | Nicola Adams (GBR)     | Nicola Adams (GBR)     | 16                   |    |                  |                  |                  |              |  |  |        |        |        |
|  |                           |                           |                     |  |  |                        |                        |                      |    |                  |                  |                  |              |  |  |        |        |        |